# Приходов, Юрий Кондратьевич
Ю́рий Кондра́тьевич Прихо́дов (15 марта 1906 — 19 июня 1989) — советский дипломат. Чрезвычайный и полномочный посол.

## Биография
Родился в селе Мокрая Калигорка Звенигородского уезда Киевской губернии Российской империи.
Член ВКП(б).
- В 1921—1928 годах — водовоз, чернорабочий, подручный продавца, секретарь, председатель райкома совработников, секретарь райкома ЛКСМУ.
- В 1928—1938 годах — краснофлотец, артстаршина канонерской лодки, курсант политкурсов ВМС РККА, слушатель-политрук, старший политрук ВПА имени Ленина в Ленинграде.
- В 1938—1939 годах — второй секретарь Приморского обкома ВКП(б), третий секретарь Оргбюро ЦК ВКП(б) по Приморскому краю, третий секретарь Приморского крайкома ВКП(б).
- В 1940—1946 годах — советник миссии СССР в Монголии.
- В 1947—1948 годах — заведующий Отделом Юго-Восточной Азии МИД СССР.
- С 27 сентября 1948 по 28 марта 1950 года — чрезвычайный и полномочный посланник СССР в Монголии[1].
- С 28 марта 1950 по 14 ноября 1951 года — чрезвычайный и полномочный посол СССР в Монголии.
- В 1951—1952 годах — заместитель начальника Управления кадров МИД СССР[1].
- В 1952—1954 годах — начальник Управления кадров, член Коллегии МИД СССР.
- С 28 января 1954 по 25 мая 1960 года — чрезвычайный и полномочный посол СССР в Болгарии[2].
- В 1960—1961 годах — сотрудник центрального аппарата МИД СССР.
- В 1961—1977 годах — первый заместитель председателя Президиума Всесоюзной торговой палаты СССР (с 1972 — Торгово-промышленной палаты СССР).

## Награды
- орден Трудового Красного Знамени (14 марта 1956)
- медали